# エノラート
エノラート（英: Enolate）は、炭素-炭素二重結合上の炭素に直接ヒドロキシ基が結合した化合物であるエノールのヒドロキシ基の水素原子がプロトンとして解離することによって生成するアニオンのことである。

## 概要
エノラートの酸素原子上の負電荷は二重結合上に非局在化している。すなわち、エノラートの化学構造は共鳴混成体として、
{\displaystyle {\ce {R2C=C(-O^{-})R<->{R2C^{-}}-C(=O)R}}}
のように表すことができる。
共鳴構造から分かるように、エノラートはカルボニル基のα炭素上から水素がプロトンとして解離したものでもある。そのため、エノラートはカルボニル化合物を強塩基によって処理してα炭素に結合しているプロトンを引き抜くことで調製できる。

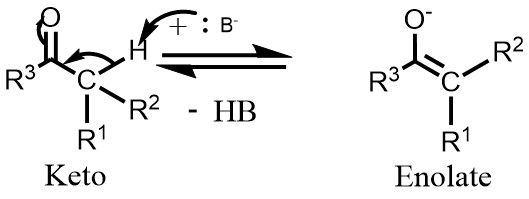
塩基によるエノラートの生成．

用いる強塩基は求電子性を持つカルボニル基が求核性を持つ塩基と反応してしまうのを避けるため、求核力の低い塩基である水素化ナトリウムやリチウムジイソプロピルアミドなどを使用することが多い。
ケトンのようにα炭素が2つ存在し、そこに結合している置換基の数が異なる場合は反応条件によってどちらの炭素から水素が引き抜かれたエノラートが生成するかが決まる。低温（通常 −78 ℃）でリチウムジイソプロピルアミドのような強い塩基でエノラートを調製した場合には置換基の数が少ない方の炭素から水素が引き抜かれる速度が速いために、そのようなエノラートが優先して生成する。これを「速度論支配のエノラート」という。
一方、比較的高温（通常 0 ℃以上）でアンモニアなどの弱い塩基によりエノラートを調製した場合、あるいはプロトン性のケトンが過剰である場合にはカルボニル化合物とエノラートの間に平衡が成立するために、熱力学的に安定な置換基の数が多い方の炭素から水素が引き抜かれたエノラートが有利に生成する。これを「熱力学支配のエノラート」という。
このようにして調製されたエノラートは共鳴式の通り負電荷が炭素上と酸素上に存在するアンビデント求核剤である。エノラートの酸素原子は硬い塩基（求核剤）、炭素原子は軟らかい塩基として振る舞う。そのためHSAB則に従い、軟らかい酸（求電子剤）と反応するときは炭素上で結合が生成し、硬い求電子剤と反応するときは酸素上で結合が生成する。ハロゲン化アルキルや α,β-カルボニル化合物と反応するときは炭素上で結合し、クロロトリメチルシランなどのトリアルキルクロロシランと反応するときは酸素上で結合してシリルエノールエーテルを生成するのはこのためである。
参考であるが、水素化ナトリウムによってカルボニル化合物に還元されることはない．

## 応用
エノラートの生成が駆動力となる反応はアルドール縮合やハロゲン化アルキルとの反応などが挙げられ、炭素-炭素結合を形成する。アルドール縮合の場合、エノラートのα炭素がカルボニル基に求核攻撃することで反応が進行する。

Aldol addition base-catalyzed

ハロゲン化アルキルの場合はα炭素がハロゲンと結合している炭素に求核攻撃して炭素結合を形成する。